# Ощадбанк
Государственный сберегательный банк Украины, Сбербанк, Ощадбанк (укр. Державний ощадний банк України, Ощадбанк) — украинский банк, второй по размерам активов и крупнейший по количеству отделений всех банков Украины. Находится в государственной собственности. По состоянию на 1 января 2018 чистые активы банка составили 234 миллиарда гривен. По состоянию на 1 августа 2020 национальная сеть банка имеет в своём составе около 2448 отделений, почти 3309 банкоматов и 3189 платёжных терминалов. К процессингу банка подключено более 60 тысяч торговых POS-терминалов. Действует клиентский интернет-банкинг «Ощад 24/7» и «Мобильный Ощад».

## История
С провозглашением независимости Украины Ощадбанк отделяется от Сбербанка СССР. 31 декабря 1991 года банк был зарегистрирован в Национальном банке Украины под № 4 как самостоятельное банковское учреждение под названием «Государственный специализированный коммерческий сберегательный банк Украины». Он создан на базе учреждений Сбербанка СССР на Украине, предшественником которого с 1922 года были Гострудсберкассы СССР.
Постановлением Кабинета Министров Украины от 21 мая 1999 года во исполнение распоряжения Президента Украины от 20 мая 1999 года Государственный специализированный коммерческий сберегательный банк Украины преобразован в открытое акционерное общество «Государственный сберегательный банк Украины» (сокращённое название — ОАО «Ощадбанк»).

Во исполнение постановления Кабинета Министров Украины от 6 апреля 2011 года № 502 «О внесении изменений в постановление Кабинета Министров Украины от 25 февраля 2003 г. № 261» 7 июня 2011 года была осуществлена государственная регистрация изменений в Устав ОАО «Ощадбанк», касающихся, в том числе, наименования банка.
В 2018 году Ощадбанк выиграл суд у Российской Федерации в Международном арбитражном суде, согласно которому РФ обязывалась выплатить 1,3 миллиарда долларов в качестве компенсации за утраченные после аннексии Крыма Россией крымские активы. К общей сумме компенсации должны были начисляться проценты за каждый день просрочки выплаты. 30 марта 2021 года Минюст России сообщил, что апелляционный суд Парижа отменил вынесенное в 2018 году решение арбитража.
С 2016 года по август 2020 года между Сбербанком России и Ощадбанком длилось судебное разбирательство по поводу названия «Сбербанк». Окончательным судебным решением права на торговый знак «Сбербанк» на территории Украины подтверждены за Ощадбанком, который зарегистрировал это слово как товарный знак ещё в сентябре 2007 года.

## Собственники и руководство
Учредителем и собственником банка является государство в лице Кабинета министров Украины.
Главы правления:
- С декабря 2004 года по май 2005 года — Андрей Пышный (и. о.)
- С 2005 года по март 2007 года — Александр Морозов[9].
- С марта 2007 года по апрель 2010 года — Анатолий Гулей.
- С апреля 2010 года по март 2011 года — Вячеслав Козак.
- С марта 2011 года по март 2014 года — Сергей Подрезов[8].
- С марта 2014 года по ноябрь 2020 года — Андрей Пышный, председатель наблюдательного совета — Светлана Войцеховская[10].
- С 3 ноября 2020 года — Сергей Наумов[11]

## Деятельность
Обладает крупнейшей в стране сетью банковских отделений, которая насчитывает около 6000 единиц. Банк мало кредитует физических лиц, в основном принимает вклады от населения и кредитует преимущественно государственные корпорации.

Ощадбанк участвует в реализацию различных социальных программ правительства: выдаёт «социальную» ипотеку, выплачивал компенсации вкладчикам бывшего Сбербанка СССР в размере 1000 гривен, хотя, с 2008 года эта сумма стала уменьшаться из-за колебаний курса доллара, а с декабря 2012 года выплаты вообще прекращены и «заморожены» на неопределённое время.
В соответствии с Законом Украины «О банках и банковской деятельности» сохранность банковских вкладов физических лиц, размещённых в «Ощадбанке», гарантирована государством в полном объёме.

### Показатели деятельности[17]
|                                                | 1 марта 2012 г. | 1 марта 2013 г. | 1 марта 2014 г. | 1 марта 2018 |
| ---------------------------------------------- | --------------- | --------------- | --------------- | ------------ |
| Собственный капитал, млрд грн.                 | 18              | 18,3            | 20,3            | 31,30        |
| Объём кредитного портфеля, млрд грн.           | 67,4            | 76,9            | 92,2            | 172,10       |
| Объём привлечённых средств клиентов, млрд грн. | 34,5            | 39,2            | 43,3            | 151,80       |
| Объём других привлечений, млрд грн.            | 22,8            | 26,5            | 41,4            | 46,50        |
| Количество банкоматов                          | 1329            | 1640            | 1948            | 3 127        |
| Количество торговых POS-терминалов             | 1023            | 5606            | 10 724          | 36 158       |

## Рейтинги и награды банка

### Рейтинги
| Fitch Ratings                                               |         |
| ----------------------------------------------------------- | ------- |
| Долгосрочный рейтинг по национальной шкале                  | АА(ukr) |
| Долгосрочный рейтинг дефолта эмитента в иностранной валюте  | B-*     |
| Краткосрочный рейтинг дефолта эмитента в иностранной валюте | B*      |
| Долгосрочный рейтинг дефолта эмитента в национальной валюте | B-*     |
| Рейтинг стойкости                                           | b-      |
| Рейтинг поддержки                                           | 5       |

| Moody’s Investors Service                                              |       |
| ---------------------------------------------------------------------- | ----- |
| Рейтинг базовой оценки кредитоспособности                              | саа3  |
| Рейтинг долгосрочных депозитов в национальной валюте                   | Caa2  |
| Рейтинг долгосрочных депозитов в иностранной валюте                    | Caa3  |
| Рейтинг приоритетных необеспеченных обязательств в иностранной валюте  | Саа2* |
| Рейтинг приоритетных необеспеченных обязательств в национальной валюте | Саа2  |

### Награды

#### 2021
- Лучший в номинации «Розничный банк» среди государственных банков. Рейтинг «Банки 2021» в рамках VII Legal Banking Forum, проведенный «Финансовым клубом» и издательством «Юридическая практика».[18]
- I место в категории «Лучший платежный офлайн-сервис для бизнеса» за разработку банка ОщадPAY (по технологии Tap to Phone от Visa). Премия PaySpace Magazine Awards 2020 от PaySpace Magazine.[19]
- II место среди лучших интернет-банкинга для предпринимателей (CorpLight). Премия PaySpace Magazine Awards 2020 от PaySpace Magazine.[19]
- II место в номинации «Лучший финансовый чат-бот». Премия PaySpace Magazine Awards 2020 от PaySpace Magazine.[19]
- I место в номинации «Автокредиты» по кредитной программе «Сбера ДРАЙВ» в ежегодном исследовании Prostobank Awards от компании «Простобанк Консалтинг».[20]
- I место в номинации «Ипотека на приобретение жилья на вторичном рынке» по кредитной программе «Конечно, 15» в ежегодном исследовании Prostobank Awards от компании «Простобанк Консалтинг».[20]
- I место в номинации «Потребительские кредиты под залог недвижимости» за программу «Кредит под ипотеку» в ежегодном исследовании Prostobank Awards от компании «Простобанк Консалтинг».[20]
- I место в номинации «Лучший ипотечный банк Украины» (Best Mortgage Bank Ukraine 2020) в рамках международной премии Global Banking & Finance Awards 2020.[21]

#### 2020
- I место в номинации «Ипотека на приобретение жилья на вторичном рынке» за ипотечную программу «Конечно, 9,99 %» по результатам регулярного исследования от Prostobank Awards.[22]
- I место в номинации «Автокредиты» занял кредитный продукт «Ощад драйв» по результатам регулярного исследования от Prostobank Awards.[22]
- I место за предложение «Кредит под ипотеку» в номинации «Потребительские кредиты под залог» по результатам регулярного исследования от Prostobank Awards.[22]
- Лучший банк по активности работы с отзывами клиентов в интернете в рейтинге «ТОП-20 digital-банков Украины» от журнала Banker.[23]
- II место среди самых популярных мобильных приложений по количеству и уровню оценок клиентов в App Store и Google Play занял Ощад 24/7 в рейтинге «ТОП-20 digital-банков Украины» от журнала Banker.[23]
- I место за наиболее выгодные программы кредитования на пополнение оборотных средств в номинации «Опора МСБ — поддержка на каждый день» в регулярном рейтинге журнала «Бизнес».[24]
- II место по позициям «Партнер малой торговли» и «Лидер программы господдержки МСБ» в регулярном рейтинге журнала «Бизнес».[24]
- I место среди ведущих банков Украины. Рейтинг «50 ведущих банков Украины 2020» в рамках Financial Club Awards.
- 12-е место в ТОП-50 самых дорогих отечественных брендов от журнала «Корреспондент». Стоимость бренда Государственного сберегательного банка Украины оценена в 136 600 000 долл. США.
- Заместитель председателя правления Антон Тютюн второй раз признан лучшим руководителем розничного бизнеса. Премия FinAwards 2020 от портала «Минфин» и Finance.ua
- II место в номинации «Технологии». Премия FinAwards 2020 от портала «Минфин» и Finance.ua
- Лучший инвестиционный банк Украины. Рейтинг «The World’s Best Investment Banks 2020» от международного финансового журнала Global Finance.
- I место в номинации «Карточный банк» по абсолютному приросту портфеля платежных карточек за январь-сентябрь 2019 года. Рейтинг «Банки 2020 года» от «Финансового клуба»

#### 2019
- I место в номинации «Лучший офлайн-сервис приема платежей для малого и среднего бизнеса» за общее с Visa решения Tap to Phone. Премия PSM Awards 2019.
- Председатель правления Андрей Пышный вошел в ТОП-10 украинских СЕО. Рейтинг «50 капитанов бизнеса» от журнала «Корреспондент».
- 42-е место в Топ-100 самых дорогих брендов Украины. № 1 по динамике роста стоимости бренда. Рейтинг «Топ-100 самых дорогих брендов Украины» от журнала «Новое время» и компании MPP Consulting.
- Заместитель председателя правления Андрей Стецевич — среди лучших банкиров МСБ. Рейтинг «Лучший банк для МСБ» от делового медиа «Бизнес».
- I место в номинации «Технологический банк». Премия FinAwards 2019 от портала «Минфин» и Finance.ua.
- III место в номинации «Лучший Интернет-банк». Премия FinAwards 2019 от портала «Минфин» и Finance.ua.
- III место в номинации «Народный банк». Премия FinAwards 2019 от портала «Минфин» и Finance.ua.
- Заместитель председателя правления Антон Тютюн признан лучшим руководителем розничного бизнеса. Премия FinAwards 2019 от портала «Минфин» и Finance.ua.
- I место среди ведущих банков Украины. Рейтинг «50 ведущих банков Украины 2019» в рамках Financial Club Awards.
- Председатель правления Андрей Пышный занял первое место в категории «Банкиры». Рейтинг «Финансовое признание — 2019» в рамках Financial Club Awards.
- Заместитель председателя правления Андрей Стецевич — среди лучших корпоративных банкиров. Рейтинг «50 ведущих банков Украины — 2019» в рамках Financial Club Awards.
- 14-е место в ТОП-50 самых дорогих отечественных брендов от журнала «Корреспондент». Стоимость бренда оценена в 129 200 000 долл. США.
- I место в номинации «Драйвер потребления» за достижения в области кредитования населения. Рейтинг «Финансовый Оскар 2018» от делового еженедельника «Бизнес».
- I место в номинации «Карточный банк». Рейтинг «Банки 2019» по версии «Финансового клуба».
- ТОП-3 лучших банков с Private Banking в номинации Best Private Banking Services Overall. Рейтинг журнала Euromoney.
- Юридическую команду Государственного сберегательного банка Украины второй год подряд признали лучшей в украинской банковской системе по рейтингу Best Legal Departments.